# China International Capital Corporation
China International Capital Corporation (CICC) — китайская финансовая компания, одна из крупнейших брокерских компаний КНР. Штаб-квартира расположена в Пекине, региональные офисы — в Шанхае, Гонконге, Сингапуре, Лондоне и Нью-Йорке. В списке крупнейших компаний мира Forbes Global 2000 за 2021 год заняла 707-е место (1782-е по размеру выручки, 646-е по чистой прибыли, 463-е по активам и 1028-е по рыночной капитализации).

## История
Корпорация была основана 31 июля 1995 года, став первым инвестиционным банком КНР с зарубежным участием; его учредителями были China Construction Bank (42,5 %), Morgan Stanley (35 %), China National Investment and Guaranty Company, GIC («Инвестиционная компания правительства Сингапура») и Mingly Corporation. В 1997 году было открыто отделение в Гонконге, тогда же корпорация провела своё первое размещение акций китайской компании (China Mobile) на Гонконгской фондовой бирже. 9 ноября 2015 года акции самой корпорации были размещены на Гонконгской фондовой бирже, а в ноябре 2020 года — также и на Шанхайской фондовой бирже.

## Собственники и руководство
Крупнейшим акционером является государственная инвестиционная компания Central Huijin Investment (40,17 %), другими значимыми акционерами являются финансовые дочерние структуры производителя бытовой техники Haier и двух интернет-компаний, Alibaba Group и Tencent Holdings (по 4,48 %); номинальным держателем 30,74 % акций является клиринговая компания HKSCC.
- Шэнь Жуцзюнь (Shen Rujun 沈如軍) — председатель совета директоров с августа 2019 года, также вице-президент China Investment Corporation и вице-председатель её дочерней структуры, Central Huijin Investment. С 1998 по 2015 год работал в Industrial and Commercial Bank of China (с 2013 года президент отделения в Шаньдуне), с 2015 по 2018 год был вице-президентом Bank of Communications.
- Хуан Чжаохой (Huang Zhaohui 黃朝暉) — главный исполнительный директор с декабря 2019 года, в корпорации с 1998 года.

## Деятельность
Выручка за 2020 год составила 34,4 млрд юаней, из них 15,6 млрд пришлось на комиссионные доходы, 5,6 млрд — на процентный доход, 13,2 млрд — на инвестиционный доход. Около 80 % выручки приходится на материковый Китай (КНР исключая Гонконг и Макао). Размер активов под управлением на конец 2020 года превысил 1 трлн юаней.
Подразделения по состоянию на 2020 год:
- Инвестиционный банкинг — обеспечение финансирования компаний путём размещения их акций и облигаций на фондовых биржах, консультации по вопросам слияний и поглощений. В 2020 году на корпорацию пришлось 32 из 399 первичных размещений акций на биржах материкового Китая, 13 из 149 на Гонконгской фондовой бирже и 7 из 37 размещений акций китайских компаний на фондовых биржах США. Выручка 6,13 млрд юаней.
- Акции — брокерские услуги на фондовых биржах для китайских и зарубежных инвесторов; выручка 6,88 млрд юаней.
- FICC — маркетмейкер для корпоративных и институциональных клиентов; выручка 5,96 млрд юаней.
- Управление частным капиталом — брокерские и депозитарные услуги для частных клиентов; выручка 8,42 млрд юаней.
- Управление активами — инвестирование активов пенсионных, инвестиционных и других фондов; выручка 1,32 млрд юаней.
- Частные компании — вложение средств институциональных инвесторов в частные компании; выручка 2,03 млрд юаней.

## Дочерние компании
Основные дочерние компании по состоянию на 2020 год:
- China International Capital Corporation (Hong Kong) Limited (Гонконг)
- China Investment Securities Co., Ltd. (Шэньчжэнь)
- CICC Wealth Management (Шэньчжэнь)
- CICC Capital management Co., Ltd. (Пекин)
- CICC Pucheng Investment Corporation Limited (Шанхай)
- CICC Fund Management Co., Ltd. (Пекин)
- CICC Futures Co., Ltd. (Синин)
- CISC Tianqi Futures Co., Ltd. (Шэньчжэнь)
- CICC Qiyuan National Emerging Industries Co., Ltd. (Ухань)
- China International Capital Corporation Hong Kong Securities Limited (Гонконг)
- CICC Financial Products Ltd. (Британские Виргинские острова)
- CICC Hong Kong Asset Management Limited (Гонконг)
- China International Capital Corporation (Singapore) Pte. Limited (Сингапур)
- China International Capital Corporation (UK) Limited (Великобритания)
- CICC US Securities, Inc. (США)
- CICC US Securities (Hong Kong) Limited (Гонконг)
- China International Capital Corporation Hong Kong Futures Limited (Гонконг)
- CICC Financial Trading Limited (Гонконг)
- CICC Capital (Cayman) Limited (Острова Кайман)
- CICC Deutschland GmbH (Германия)

Также в структуру China International Capital Corporation входит Институт инвестиционных исследований Китая Jianyin Investment — один из крупнейших негосударственных мозговых трестов страны.